# Jim Gaffigan
James Christopher "Jim" Gaffigan (7 de julho de 1966) é um humorista dos Estados Unidos, especificamente de stand up comedy. É também um escritor.
As suas memórias, Dad Is Fat (2013) e o seu livro mais recente, Food: A Love Story (2014), foram ambos publicados pela Crown Publishers. Ele co-criou e estrelou uma série de televisão para a TV Land baseada na sua vida, chamada The Jim Gaffigan Show. Ele colabora extensivamente com a sua esposa, a atriz Jeannie Gaffigan e juntos têm cinco filhos. Eles são católicos, um tema que frequentemente aparece em seus programas de comédia e ele e a sua família moram atualmente em Manhattan, na cidade de Nova York.

## Vida pessoal
Gaffigan é casado com a atriz Jeannie Gaffigan (nascida Noth), com quem tem cinco filhos: duas filhas e três filhos. A família de sete pessoas morava em um apartamento de dois quartos na cidade de Nova Iorque, antes de se mudar para uma casa maior em 2015. Para se manter conectado com a sua família, Gaffigan tenta "manter os rituais da hora de dormir enquanto trabalha na cidade"; quando em turnê, ele leva supostamente a sua família com ele. Gaffigan afirmou que evita trabalhar aos domingos.